# Museu de Stromness
El Museu de Stromness, Stomness Museum està situat a la localitat escocesa de Stromness. Originàriament es va fundar el 1856 com Orkney Natural History Society.
Exposa materials de la història natural d'Orkney i el seu passat marítim, incloent artefactes de la Primera Guerra Mundial de la flota alemanya, articles d'Orkney de la Hudson's Bay Company, i col·leccions portats pels viatgers orcadians. Materials de l'explorador John Rae. Té col·leccions d'animals i de fòssils.